# Дилтіазем
Дилтіазем — синтетичний лікарський засіб, що є похідним бензотіазепіну та належить до групи блокаторів кальцієвих каналів, для перорального та парентерального застосування. Уперше дилтіазем синтезований у Японії на початку 70-х років ХХ століття.

## Фармакологічні властивості
Дилтіазем — синтетичний препарат, що є похідним бензотіазепіну та належить до групи блокаторів кальцієвих каналів. Механізм дії препарату полягає у блокуванні так званих «повільних» кальцієвих каналів, уповільнюючи входження іонів кальцію в клітини та знижуючи його концентрацію в клітинах. Дилтіазем має антиангінальний та антигіпертензивний ефекти, не впливаючи при цьому на нормальний рівень артеріального тиску, знижує тонус гладкої мускулатури судин, розширює коронарні та периферичні артерії, знижує загальний периферичний судинний опір, артеріальний тиск, зменшує післянавантаження та потребу міокарду в кисні та покращує коронарний кровообіг. Вазодилятуючі властивості дилтіазему виражені в меншій ступені, ніж у дигідропіридиновихблокаторів кальцієвих каналів (у першу чергу ніфедипіну). Дилтіазем знижує скоротливість міокарду та провідність в атріовентрикулярному вузлі, але ці властивості препарату менш виражені, ніж у верапамілу. При застосуванні дилтіазему спостерігається сповільнення частоти серцевих скорочень при надшлуночковій пароксизмальній тахікардії та відновлення синусового ритму, а також зменшення частоти серцевих скорочень при тахісистолічних формах фібриляції передсердь та миготливій аритмії. На відміну від інших периферичних вазодилятаторів, не викликає рефлекторної тахікардії. При лікуванні ділтіаземом не зменшується фракція викиду лівого шлуночка та ударний об'єм. При тривалому лікуванні дилтіаземом спостерігається достовірне зменшення гіпертрофії лівого шлуночка та покращення стану хворих із дилятаційною кардіоміопатією. Дилтіазем також може зменшувати головний біль судинного генезу і має позитивний лікувальний ефект при мігрені. Дилтіазем також має лікувальний ефект, як при пероральному, так і при місцевому застосуванні, при анальних тріщинах. Препарат не впливає на ліпідний спектр крові, рівень глюкози та сечової кислоти в крові в крові та чутливість до інсуліну. Згідно із даними клінічних досліджень, при застосуванні дилтіазему у хворих із нестабільною стенокардією спостерігається протизапальна дія препарату, що виявляється у зниженні концентрації інтерлейкіну-10 у крові.

### Фармакокінетика
Дилтіазем після перорального прийому швидко та повністю всмоктується у шлунково-кишковому тракті, але біодоступність препарату складає при пероральному застосуванні лише 40 % у зв'язку з ефектом першого проходження через печінку. При внутрішньовенному застосуванні біодоступність препарату складає 100 %. Дилтіазем добре зв'язується з білками плазми крові. Максимальна концентрація препарату в крові після перорального застосування складає 2—4 години після прийому стандартних таблеток, 5—7 годин після прийому таблеток пролонгованої дії та 6—14 годин після прийому капсул пролонгованої дії. Препарат проникає через гематоенцефалічний бар'єр. Дилтіазем проникає через плацентарний бар'єр та виділяється в грудне молоко. Метаболізується препарат у печінці з утворенням на першому етапі активних метаболітів, на другому етапі — неактивних метаболітів. Виведення дилтіазему з організму двофазне. Препарат виводиться з організму переважно із жовчю, частково виводиться нирками. При внутрішньовенному застосуванні період напіввиведення становить 1—3 години. При пероральному застосуванні при прийомі стандартних таблеток період напіввиведення дилтіазему становить 3—4,5 годин, при прийомі таблеток ретард становить 5—7 годин, при прийомі капсул період напіввиведення зростає до 7,3—14,7 годин. У хворих із порушеннями функції печінки та нирок спостерігається збільшення періоду напіввиведення препарату.

## Показання до застосування
Дилтіазем застосовується у комплексному лікуванні гіпертонічної хвороби, для лікування пароксизмальної надшлуночкової тахікардії (крім синдрому WPW та синдромів із вкороченим сегментом PQ), миготливої аритмії та фібриляції передсердь, синусової тахікардії, передсердної екстрасистолії, стенокардії (у тому числі вазоспастичній та постінфарктній).

## Побічна дія
При застосуванні дилтіазему найчастішими побічними ефектами є набряки гомілок (2,4 %), головний біль (2,1 %), нудота (1,9 %), головокружіння (1,5 %) та висипання на шкірі (1,3 %). Побічні явища з боку серцево-судинної системи (брадикардія, зниження скоротливої здатності міокарду, AV-блокада, серцева недостатність) спостерігаються рідко, переважно у хворих із порушеннями діяльності серцево-судинної системи, які спостерігалися до застосування препарату. При застосуванні дилтіазему також можуть спостерігатися такі побічні явища:
- Алергічні реакції — рідко (0,01—0,1 %) свербіж шкіри, фотодерматоз, кропив'янка, синдром Лаєлла; дуже рідко (менше 0,01 %) синдром Стівенса-Джонсона, набряк Квінке.
- З боку травної системи — часто діарея, біль у животі, сухість у ротовій порожнині; рідко (0,01—0,1 %) запор, блювання, гінгівіт, гепатит, гіперплазія ясен.
- З боку нервової системи — рідко (0,01—0,1 %) швидка втомлюваність, сонливість, парестезії, тремор, екстрапірамідні симптоми, нервозність, гіперактивність, судоми, порушення смаку, порушення нюху.
- З боку сечостатевої системи — рідко (0,01—0,1 %) поліурія, ніктурія, гінекомастія, імпотенція.
- Порушення з боку обміну речовин — рідко (0,01—0,1 %) збільшення маси тіла, гіперглікемія.
- Зміни в лабораторних аналізах — дуже рідко (менше 0,01 %) тромбоцитопенія, лейкопенія, підвищення активності ферментів печінки в крові.

## Протипокази
Дилтіазем протипоказаний при підвищеній чутливості до похідних бензотіазепіну, гострому інфаркті міокарду із ускладненнями (у тому числі кардіогенному шоці), атріовентрикулярній блокаді ІІ та ІІІ ступеня та синдромі слабості синусового вузла, при синдромі WPW та LGL, брадикардії, вираженій гіпотонії, вагітності та годуванні грудьми. Дилтіазем не застосовується при одночасному прийомі бета-блокаторів, серцевих глікозидів, аміодарону, хінідину та інших блокаторів кальцієвих каналів. Дилтіазем не застосовують у дитячому віці.

## Форми випуску
Дилтіазем випускається у вигляді таблеток по 0,03; 0,06 і 0,09 г; таблеток та капсул ретард по 0,09; 0,12; 0,18; 0,24 і 0,3 г та порошку у флаконах для ін'єкцій по 0,025 г.